# 多田昭重
多田 明重（ただ あきしげ、1935年3月8日 - ）は、日本の経営者。西日本新聞社社長を務めた。

## 来歴・人物
大分県出身。1957年に早稲田大学文学部を卒業し、同年に西日本新聞社に入社。1993年6月に取締役に就任し、1995年6月に常務、1997年6月に専務を経て、2001年6月に社長に就任。2008年6月に会長に就任。2010年6月に取締役相談役を経て、2011年6月には相談役に就任した。
2004年6月から2011年6月までに共同通信社理事会長務めた。